# Gliese 667
Gliese 667 (GJ 667) – układ potrójny gwiazd, znajdujący się w gwiazdozbiorze Skorpiona w odległości około 7 parseków od Ziemi. Składa się z dwóch składników typu widmowego K (pomarańczowych karłów), które okrąża czerwony karzeł posiadający układ planetarny z planetą w ekosferze.

## Gliese 667 A/B
Dwa większe składniki układu są gwiazdami słabszymi od Słońca, które zawierają tylko 25% słonecznej zawartości składników cięższych od helu (metali w rozumieniu astronomicznym). Okrążają się wzajemnie po eliptycznej orbicie, zbliżając na 5 au i oddalając na 20 au. Pełne okrążenie zajmuje im ok. 42 lata.

## Gliese 667 C i jej planety

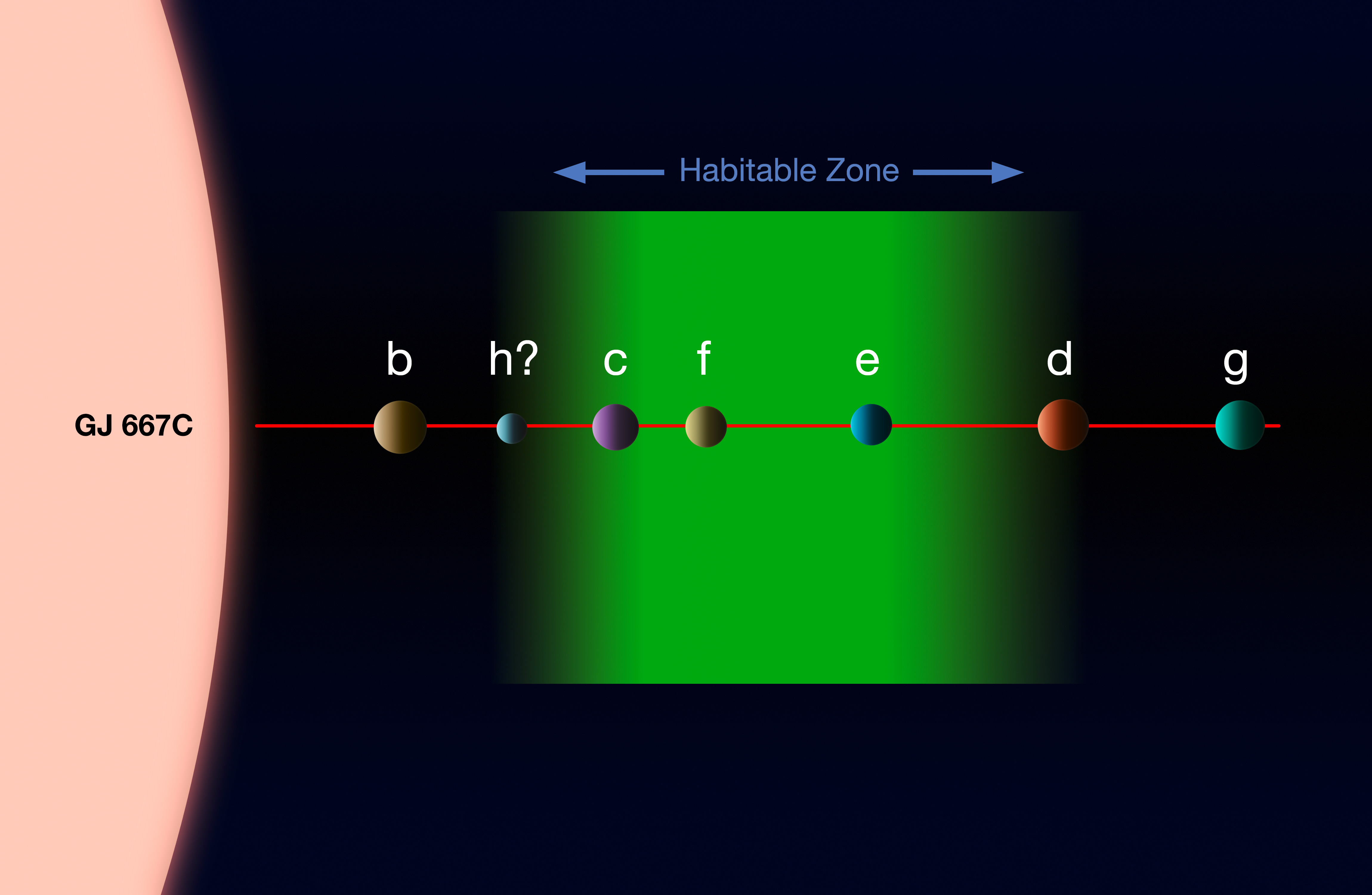
Domniemana konfiguracja układu planetarnego Gliese 667 C, ekosfera zaznaczona jest na zielono

Trzeci składnik układu to gwiazda o typie widmowym M1,5 – czerwony karzeł. Gliese 667 C jest najmniejszym i najsłabiej świecącym składnikiem układu. Okrąża centralną parę po ekscentrycznej orbicie, w odległości zmieniającej się od 56 do 215 au. Jego jasność obserwowana to 10,2m, masę tej gwiazdy szacuje się na ok. 0,4 M☉.
Naukowcy podejrzewali, że w otoczeniu gwiazd ubogich w metale powstawanie planet typu ziemskiego jest utrudnione. Jednak w 2009 i 2011 roku odkryto dwie niewielkie planety krążące wokół GJ 667C – Gliese 667 Cb i Gliese 667 Cc. W 2013 roku ponowne analizy danych ze spektrografu HARPS wskazały na istnienie czterech kolejnych planet, tworzących gęsto upakowany system planetarny. Analizy sugerowały, że planeta c, o masie 3,8 masy Ziemi, oraz planety e (2,7 M🜨) i f (2,7 M🜨) krążą w obrębie ekosfery gwiazdy, a zatem na ich powierzchni prawdopodobnie może istnieć woda w stanie ciekłym. Niewykluczone było także istnienie siódmej planety, która mogła krążyć w ostatnim dynamicznie stabilnym obszarze w układzie. Niemniej dalsze analizy prędkości radialnej wykazały, że w badaniach niesłusznie założono biały szum w sygnale, podczas gdy właściwie byłoby przyjąć, że występuje tu szum czerwony. Niepewności wcześniejszych wyników okazały się znacznie niedoszacowane. Ostatecznie potwierdzone jest istnienie tylko dwóch spośród postulowanych planet.
| Towarzysz | Masa minimalna [M🜨] | Okres orbitalny [d] | Półoś wielka [au] | Ekscentryczność |
| b         | 5,661 ± 0,437 M🜨    | 7,200 ± 0,001       | 0,050 ± 0,002     | 0,122 ± 0,078   |
| c         | 3,709 ± 0,682 M🜨    | 28,143 ± 0,029      | 0,125 ± 0,004     | 0,133 ± 0,098   |